# Podhom
Podhom is een plaats in Slovenië en maakt deel uit van de gemeente Gorje in de NUTS-3-regio Gorenjska. De plaats telde 329 inwoners op 1 januari 2020.